# Kalttest
Der Kalttest ist ein Testverfahren im Montageprozess eines Verbrennungsmotors, bei dem geprüft wird, ob die vorangegangenen Montageschritte korrekt ausgeführt wurden. Der Motor wird dabei passiv durch einen Elektromotor angetrieben und läuft nicht aus eigener Kraft. Somit bleibt er „kalt“ – im Gegensatz zum Heißtest, bei dem der Verbrennungsmotor erstmals unter selbständiger Verbrennung von Kraftstoff angelassen wird.
Der Verbrennungsmotor wird beim Kalttest mit Motoröl betrieben. Bei Dieselmotoren muss zusätzlich Kraftstoff oder ein äquivalentes Prüföl zugeführt werden, um eine Schädigung der Hochdruckpumpe zu verhindern. Eine Kaltteststation steht häufig direkt in der Montagelinie. Man spricht dann von einer Inline-Teststation. Meistens gehen dem Kalttest Dichtigkeitsprüfungen des Ölkreislaufes und des Kühlwasserkreislaufes des Motors in einer Lecktest-Station voraus.

## Vorteile
- Prüfzeiten kürzer als 2 Minuten.
- Keine Versorgung mit Kraftstoff und Kühlwasser nötig (Medienversorgung).
- Keine Abgase, daher auch kein Abzug o. ä. notwendig.
- Im Fehlerfall ist eine Demontage des Prüflings leicht möglich, da keine Reste von Kraftstoff, Kühlwasser und Ruß vorhanden sind.
- Deutlich leiser als ein Heißtest.
- Bessere Fehlererkennung als im Heißtest[1]

## Funktionsweise
Ein Elektromotor wird an den Verbrennungsmotor angekoppelt. Der Ansaugkrümmer und die Abgasöffnungen werden druckdicht adaptiert. Über eine Öffnung im Zylinderblock und/oder -kopf wird ein Öldrucksensor adaptiert.
Der Prüfling wird zunächst für wenige Sekunden mit geringer Drehzahl (ca. 75–150/min) durchgedreht. Hierbei wird geprüft, ob das aufzubringende Drehmoment zu groß ist oder ob der Motor blockiert ist. Manchmal wird an dieser Stelle auch nach groben Undichtigkeiten gesucht. Gegebenenfalls wird die Prüfung abgebrochen und der Motor in die Nacharbeit entlassen.
Im positiven Fall wird der Prüfling auf eine höhere Drehzahl von 1500 bis 3000/min beschleunigt, damit die motoreigene Ölpumpe Druck aufbauen kann. Dies ist nötig, damit alle Lagerstellen im Motor ausreichend mit Schmieröl versorgt werden. Hierbei wird überwacht, ob nach einer bestimmten Zeit ein ausreichender Öldruck erreicht wird. Auch hier wird gegebenenfalls die Prüfung abgebrochen und der Motor in die Nacharbeit entlassen.
Ist der notwendige Mindestöldruck erreicht worden, dann kommt es zum eigentlichen Test. Dabei wird die Drehzahl wieder deutlich verringert (ca. 300/min), weil dann die Signale "Ansaugunterdruck" und "Abgas-Gegendruck" aussagekräftiger sind. Das dynamische Drehmoment sowie der dynamische Öldruck werden aufgezeichnet und bewertet.
Die Einspritzdüsen können z. B. dadurch getestet werden, in dem ein zuvor aufgebauter Luftdruck gesteuert abgebaut wird. Bei Benzinern vergleicht man den Verlauf der Spannung an den Zündkerzen mit einer Sollkurve.
Alles in allem kann man aus den Messungen klar entscheiden, ob der Prüfling in den Versand oder in die Nacharbeit geschickt werden muss.

## Weitere Prüfungen
Der oben beschriebene Testzyklus beschreibt die Mindestprüfungen, welche jedoch durch weitere Prüfungen ergänzt werden können:
- Ein Zündtest bestimmt die Funktionsfähigkeit der Zündanlage (Zündkerze, Zündspule, Zündkabel, ggf. Steuergerät).
- Ein Körperschalltest oder Vibrationsanalyse bestimmt das Frequenzspektrum der vom drehenden Motor erzeugten Vibration. Dieser Test lässt ebenfalls Rückschlüsse auf Fehler im Montageprozess zu.
- Diverse elektrische Prüfungen weiterer Anbauteile wie Drosselklappe, Abgasrückführventil (AGR), motoreigene Sensoren / Kabelbaum, Nockenwellenverstellung usw.
- Überprüfung der Einspritzanlage mit Druckluft oder Prüföl.
- Kamerasystem zur Überprüfung der Dichtheit des Kraftstoffsystems (mit fluoreszierendem Prüföl, welches unter UV-Licht leuchtet)